# Gladiolus virescens
Gladiolus virescens är en irisväxtart som beskrevs av Carl Peter Thunberg. Gladiolus virescens ingår i släktet sabelliljor, och familjen irisväxter. Inga underarter finns listade i Catalogue of Life.